# حارة المحروسة (مسلسل)
حارة المحروسة هو مسلسل دراما مصري مكون من 30 حلقة، والمسلسل من تأليف مجدي صابر ومن إخراج مجدي أبو عميرة وإنتاج عام 1996.
المسلسل من بطولة فارس الدراما أحمد عبد العزيز .

## قصة المسلسل
تدور الأحداث حول عائلة عم "شوقي النجار" المؤلفة من المهندس "حازم" والدكتورة "فريدة" والمحامية "نبيلة" التي تعيش في حارة المحروسة ولكل منهم مشاكله الخاصة. "حازم" يحب "غادة" ويعمل مهندسًا في الشركة التي يمتلكها والد "غادة" ويقدّم جميلًا ل"عاصم" ويدخله يعمل مهندسًا هو الآخر في شركة والد "غادة" لكن "عاصم" لم يكن الصديق الوفي.
طاقم العمل
أحمد عبد العزيز
صابرين
جمال إسماعيل
مصطفى فهمي
سوسن بدر
أحمد عبدالوراث
روجينا
وفاء مكي